# Битка код Кадеша
Битка код Кадеша – 1274. п. н. е., по египатском календару - Пета Година III Шемиа Дана Деветог - се сматра за једну од највећих битака старог века, а спада и у прве битке које се могу реконструисати. У тој бици су се сукобиле две велесиле тог доба – Хетитско царство и Египат.
Ова битка се водила због територије коју покрива данашња Сирија, област на којој се укрштају трговачки путеви три континента – Азије, Европе и Африке, и са које се има потпуна контрола поморских путева у медитеранском басену. Контролу над овим подручјем је, поред две поменуте велесиле, у периоду од 2000. п. н. е. до 1200. п. н. е. желела и Асирија, као и друге мање силе у непосредној близини Сирије – краљевства Митани, Амура, Вавилон и Ханана. Свака од тих сила је, било у савезничким односима са другом силом или сама, тражила могућност да контролише тај део територије.

## Политичке прилике пред битку
Доласком на престо Хетитског царства, цар Супилиумас I успева препороди царство и припаја територије краљевства Митана својој држави. У неколико мањих битака, Хетити су искористили незаинтересованост Египта који је у том тренутку био ангажован у спровођењу религиозних реформи, и успели су, јужно од Кадеша, да умање утицај и територије Египта. Након смрти фараона Тутанкамона, његова удовица, највероватније, Акхесенамон, покушавајући да ступи у савез са Хетитима, тражи, преко једног од својих синова, од Супилиумаса I да јој један од његових синова буде муж. Не верујући у причу Акхесенамоновог сина, Супилиумас I, прво шаље гласника да се увери у тачност приче, па потом и свог сина прихватајући понуду Тутанкамонове удовице. Хетитски краљевић, на путу ка Египту, највероватније по налогу двојице људи који су практично владали Египтом, везира Аи-а и команданта војске Хоремхеб-а, предендената на египатски престо, је убијен, па тако није дошло до савеза Хетита и Египта. Неколико деценија касније Сети I, други владар XIX египатске династије, поставио је за један од најважнијих циљева своје владавине, враћање азијских поседа, који су некада припадали Египту, а самим тим и да се ојача египатски утицај у регији. У свом првом војном походу, Сет I је дошао до северних граница Паластине и освојио је земљу Амуру и град Кадеш, а успео је и да одбије нападе Хетита који су продрли у Сирију. Недуго затим, Хетити поново продиру и Сирију и враћају град Кадиш под своју управу.
Рамзес II је дошао на египатски трон 1290. п. н. е., а његова владавина, која је трајала 66 година, представља, како политички тако и културни врхунац XIX династије. Он је, почетком 1294. п. н. е. отпочео са ширењем и јачањем утицаја и територија. Напао је краљевство Амуру, а самим тим и прекршио договор и споразум кога је његов отац потписао са Хетитима. У то време на челу Хетитске краљевине је био владар Муватали II, који је, због побуна у западним областима свог краљевства, обраћао мање пажње на напредовање Египћана на југу Хетитске државе. Када је угушио побуне на западу, Муватали II је спровео велику војну мобилизацију у свих 16 провинција свога царства јер је увидео да се Рамзес II спрема за велики рат. Четири дивизије које су носиле имена египатских божанстава – Дивизија Сет, Птах, Пре и дивизија Амон на чијем је челу био Рамзес II, 1294. п. н. е. кренуле ка граду Кадишу.

## Увод у битку
Рамзес II и Муватали II су, за оно време имали под својом командом велике војне снаге. Претпоставља се да је Рамзеса II, на поход у Азију повео преко 2.000 бојних кола и око 16.000 пешадијских војника, а да је Муватали окупио преко 20.000 пешадинаца и око 3.000 бојних кола, да дочека и заустави Египћане. Окосница хетитске војне силе је била у формацијама бојних кола, чији је задатак био да у првом, фронталном налету разбије редове непријатеља, а да потом, у другом налету пешадија очисти терен од остатака непријатељских војника. Египатска војска је била сачињена од добро увежбаних, али и веома мотивисаних војника, јер је сваки војник био добро плаћен и имао је посебне повластице у египатском друштву, а официри су, поред злата које су добијали, имали право и на комад земље, а било им је допуштено и да војне заробљенике задрже као своје робове.
Сам ток битке код Кедиша се може реконструисати из неколико извора. Први су прикази битке на рељефима у египатским храмовима, друго су хетитски списи, а трећи извор је књижевно дело названо „Песма“, анонимног египатског песника.

## Ток битке
Рамзес II је, са својом дивизијом Амон, прешавши Галилеју и Ханаан, на обронцима брда надомак Кадеша подигао камп, док су остале три дивизије прелазиле реку Оронт. Египатски извиђачи су од два бедуина сазнали да се војне снаке Хетита налазе у подучју Алепа, па је Рамзес II закључио да је у предности над Хетитима јер су се његове трупе већ налазиле у непосредној близини града Кадиша. Након што су египатске патроле, у околини кампа дивизије Амон, ухватиле два хетитска шпијуна, Рамзес II је дошао до сазнања да је војска Хетита у непосредној близини и да је самим тим у великој тактичкој предности, јер је требало да се његове три дивизије тек прикључе дивизији Амон. Муватали II је наредио својој коњаници да пресретне и нападне дивизију Ра, која се приближавала Рамзесу II. Хетити су изненада напали и направили праву пометњу у египатским редовима, тако да је дивизија Ра панично почела бежати према кампу Рамзеса II. У потери за војницима Ра дивизије, хетитске снаге су пробиле одбрану кампа и нашли се у самом средишту дивизије Амон и дивизије Ра. Главнину снага Хетита су сачињавала борна кола, која су на малом простору изгубила своју моћ брзог маневрисања, а египатске снаге су се брзо консолидовале и почеле су жестоко узвраћати. Муватали II је наредио својим јединицама да изведу други удар, али у међувремену су стигле две египатске дивизије из Ханаана и одбиле су напад Хетита, који су се почели повлачити иза реке Оронт. Цео сукоб са Египћанима, Муватали II је водио само са коњаницима и борним колима и није јасно зашто није у битку укључио и пешадијске снаге.
После сукоба, сви египатски извори говоре о великој победи Рамзеса II, али неке од чињеница не говоре да је то баш тако и било. Пре свега, одмах након битке, Рамзес II није наставио ратни поход већ се брзо вратио у Египат, а Муватали II је кренуо према југу, а не према северу. Много египатских савезника и вазала је после битке код Кадеша прешло на страну Хетита, а побуне које су после битке биле у многим деловима Египта, говоре о томе да су многи освојени народи увидели да фараонова војска није непобедива. Битка код Кадиша није ништа променила ни решила у односима између Египта и Хетита, па се може рећи да је стање и даље било status quo.

## Мировни споразум
Рамзес II и наследник Муваталија Хатусили III, су 1270. п. н. е. склопили мировни споразум, за који је се сматра да је први мировни споразум у историји људског друштва. Споразум који су потписали, Рамзес II, са једне и Хатусили III са друге стране се може свести на четири најважније тачке:
- Наставак мировне и ненападачке политике мировног уговора између Муваталија и Рамзеса II
- Обострана оружана помоћ у случају напада спољних непријатеља
- Египат ће се бринути за мирни прелазак око наследства хетитског владарског престола
- Обострано изручење политичких и других бегунаца

По потписивању овог уговора, који је био уклесан на рељефе у Абу Симбелу, наступио је период дугогодишњег мира у коме су ојачали путеви међународне трговине.

## Резиме
С краја XIV века п. н. е. и почетка XIII века п. н. е. и Египат и Хетити су полако почели назадовати и губили су снагу и моћ велесила. Хетити су прошли кроз период глади и тако били ослабљени пред нападом народа са мора, а Египат се, са друге стране, под Рамзесом III успео одупрети и одбранити од напада народа са мора. Период владавине XX и XXI династије у Египту је период назадовања и губљења значаја у спољној политици, а у том периоду се Египат и распао на два независна дела, док је хетитска држава престала постојати.
Може се рећи да је битка код Кадеша била, у неку руку почетак краја за обе цивилизације. Та два царства нису више никад засијала старом славом на позорници света. Спољни утицаји су деловали различито на унутрашњу политику и на развој догађаја у обе државе. Код Хетита, спољни утицај је само продубио унутрашњу кризу и декаденцију друштва, а нереална спољна политика Египта је директно утицала на пропаст египатске цивилизације јер је аристократија почела сумњати у своје политичке моћнике и самим тиме отворила широм врата разним освајачима Египта.